# The Complete Trio Collection
The Complete Trio Collection è un album di raccolta del trio di cantanti statunitensi composto da Dolly Parton, Emmylou Harris e Linda Ronstadt; pubblicato nel 2016.

## Tracce
Disco 1: Trio (1987)
1. The Pain of Loving You – 2:32 (Dolly Parton, Porter Wagoner)
2. Making Plans – 3:36 (Johnny Russell, Voni Morrison)
3. To Know Him Is to Love Him – 3:48 (Phil Spector)
4. Hobo's Meditation – 3:17 (Jimmie Rodgers)
5. Wildflowers – 3:33 (Dolly Parton)
6. Telling Me Lies – 4:26 (Linda Thompson, Betsy Cook)
7. My Dear Companion – 2:55 (Traditional; arr. Jean Ritchie)
8. Those Memories of You – 3:58 (Alan O'Bryant)
9. I've Had Enough – 3:30 (Kate McGarrigle)
10. Rosewood Casket – 2:59 (Traditional; arr. Avie Lee Parton)
11. Farther Along – 4:10 (Traditional; arr. John Starling, Emmylou Harris)

Disco 2: Trio II (1999)
1. Lover's Return – 4:00 (A.P. Carter, Maybelle Carter, Sara Carter)
2. High Sierra – 4:21 (Harley Allen)
3. Do I Ever Cross Your Mind? – 3:16 (Dolly Parton)
4. After the Gold Rush – 3:31 (Neil Young)
5. The Blue Train – 4:57 (Jennifer Kimball, Tom Kimmel)
6. I Feel the Blues Movin' In – 4:31 (Del McCoury)
7. You'll Never Be the Sun – 4:43 (Donagh Long)
8. He Rode All the Way to Texas – 3:07 (John Starling)
9. Feels Like Home – 4:47 (Randy Newman)
10. When We're Gone, Long Gone – 4:00 (Kieran Kane, James Paul O'Hara)

Disco 3: Unreleased & Alternate Takes, etc.
1. Wildflowers (Alternate Take 1986) – 3:37 (Dolly Parton)
2. Waltz Across Texas Tonight (Unreleased 1994) – 3:49 (Emmylou Harris, Rodney Crowell)
3. Lovers Return (Alternate Mix 1994) – 4:00 (A.P. Carter, Maybelle Carter, Sara Carter)
4. Softly and Tenderly (Unreleased 1994) – 5:29 (Traditional)
5. Pleasant as May (Unreleased 1986) – 2:34 (Dolly Parton)
6. My Dear Companion (Alternate Take 1986) – 2:58 (Jean Ritchie)
7. My Blue Tears (Unreleased 1998) – 2:41 (Dolly Parton)
8. Making Plans (Alternate Take 1986) – 3:40 (Johnny Russell, Voni Morrison)
9. I've Had Enough (Alternate Mix 1986) – 3:30 (Kate McGarrigle)
10. Grey Funnel Line (Unreleased 1986) – 2:11 (Cyril Tawney)
11. You Don't Knock (Unreleased 1986) – 3:17 (Roebuck Staples, Wesley Westbrooks)
12. Where Will the Words Come From? (Unreleased 1985) – 2:53 (Sonny Curtis, Glen D. Hardin)
13. Do I Ever Cross Your Mind? (Alternate Take 1994) – 3:33 (Dolly Parton)
14. Are You Tired of Me? (Unreleased 1986) – 2:36 (A.P. Carter)
15. Even Cowgirls Get the Blues – 3:56 (Rodney Crowell)
16. Mr. Sandman – 2:20 (Pat Ballard)
17. Handful of Dust (Unreleased 1993) – 2:20 (Tony Arata)
18. Calling My Children Home (Unreleased 1986) – 3:13 (Doyle Lawson, Charles Waller, Robert Yates)
19. In a Deep Sleep (Unreleased 1986) – 2:52 (Tríona Ní Dhomhnaill)
20. Farther Along (Alternate Mix 1986) – 4:04 (Traditional; arr. John Starling, Emmylou Harris)